# Maki Goto 2005 Special Edition for Hawaii
『Maki Goto 2005 Special Edition for Hawaii』（マキ・ゴトウ・ニセンゴ・スペシャル・エディション・フォー・ハワイ）は、後藤真希の2枚目のシングル・コレクション。ハワイ及びファンクラブ限定での発売作品。『後藤真希プレミアムベスト①』に続き2週連続でベスト・アルバムを発売した事になる。リメイク音源が含まれている。

## 収録曲
1. 横浜蜃気楼
2. さよなら「友達にはなりたくないの」
3. スッピンと涙。
4. 手を握って歩きたい（アロハロ!バージョン）
5. 原色GAL 派手に行くべ!（アロハロ!バージョン）
6. 涙の星（アロハロ!バージョン）